# Lajedinho
Lajedinho es un municipio brasileño del estado de Bahía. Su población estimada en 2004 era de 3.391 habitantes. 

## Historia
La región fue habitada primitivamente por los indios maracás. A comienzos del siglo XVIII, el territorio integraba la parcela del máster de campo Antônio Guedes de Brito. El desarrollo de la ganadería en el sertón bahiano estimuló el afloramiento de las tierras de Guedes de Brito, dando origen a haciendas de ganado, y de entre ellas, la de Lajedinho, propiedad de Juan Roca Viana.